# 1992 en cyclisme
| Années du cyclisme : 1989 - 1990 - 1991 - 1992 - 1993 - 1994 - 1995    |
| Décennies du cyclisme : 1960 - 1970 - 1980 - 1990 - 2000 - 2010 - 2020 |

Les faits marquants de l'année 1992 en cyclisme.

## Par mois

### Mars
- 21 mars : Sean Kelly remporte Milan-San Remo pour la deuxième fois.

### Avril
- 5 avril : Jacky Durand gagne en solitaire le Tour des Flandres.
- 12 avril : Gilbert Duclos-Lassalle l'imite sur Paris-Roubaix.
- Dirk De Wolf gagne Liège-Bastogne-Liège.

### Mai
- 17 mai : le Tour d'Espagne est remporté par le Suisse Tony Rominger.

### Juin
- 14 juin : Miguel Indurain obtient la victoire sur le Tour d'Italie.

### Juillet
- 26 juillet : Miguel Indurain réalise un doublé Giro-Tour de France.

### Septembre
- 6 septembre : Gianni Bugno devient champion du monde.

### Octobre
- 20 octobre :  le Suisse Tony Rominger s'offre une deuxième victoire sur le Tour de Lombardie après 1989.

## Championnats

### Principaux champions nationaux sur route
- Allemagne : Heinrich Trumheller
- Belgique : Johan Museeuw
- Danemark : Bjarne Riis
- Espagne : Miguel Indurain
- France : Luc Leblanc
- Italie : Marco Giovannetti
- Luxembourg : non organisé
- Pays-Bas : Tristan Hoffman
- Russie : Assiat Saitov
- Suisse : Thomas Wegmüller

## Principales naissances
- 12 janvier : Lucas Liss, cycliste allemand.
- 10 février : Pauline Ferrand-Prévot, cycliste française.
- 11 février : Lasse Norman Hansen, cycliste danois.
- 24 avril : Laura Trott, cycliste britannique.
- 25 avril : Bryan Coquard, cycliste français.
- 11 juin : Julian Alaphilippe, cycliste français.
- 8 juillet : Jasmin Glaesser, cycliste canadienne.
- 7 août :
  - Adam Yates, cycliste britannique.
  - Simon Yates, cycliste britannique.
- 20 août : Callum Skinner, cycliste britannique.
- 14 septembre : Connor Fields, pilote de BMX américain.
- 22 septembre : Philip Hindes, cycliste britannique.
- 25 octobre : Davide Formolo, cycliste italien.
- 6 décembre : Lilian Calmejane, cycliste français.
- 13 décembre :
  - Amy Cure, cycliste australienne.
  - Matthijs Büchli, cycliste néerlandais.